# 스포르트 (스페인의 신문)

스포르트

스포르트(스페인어: Sport)는 스페인의 스포츠 신문이다.